# Rathaus Cotta

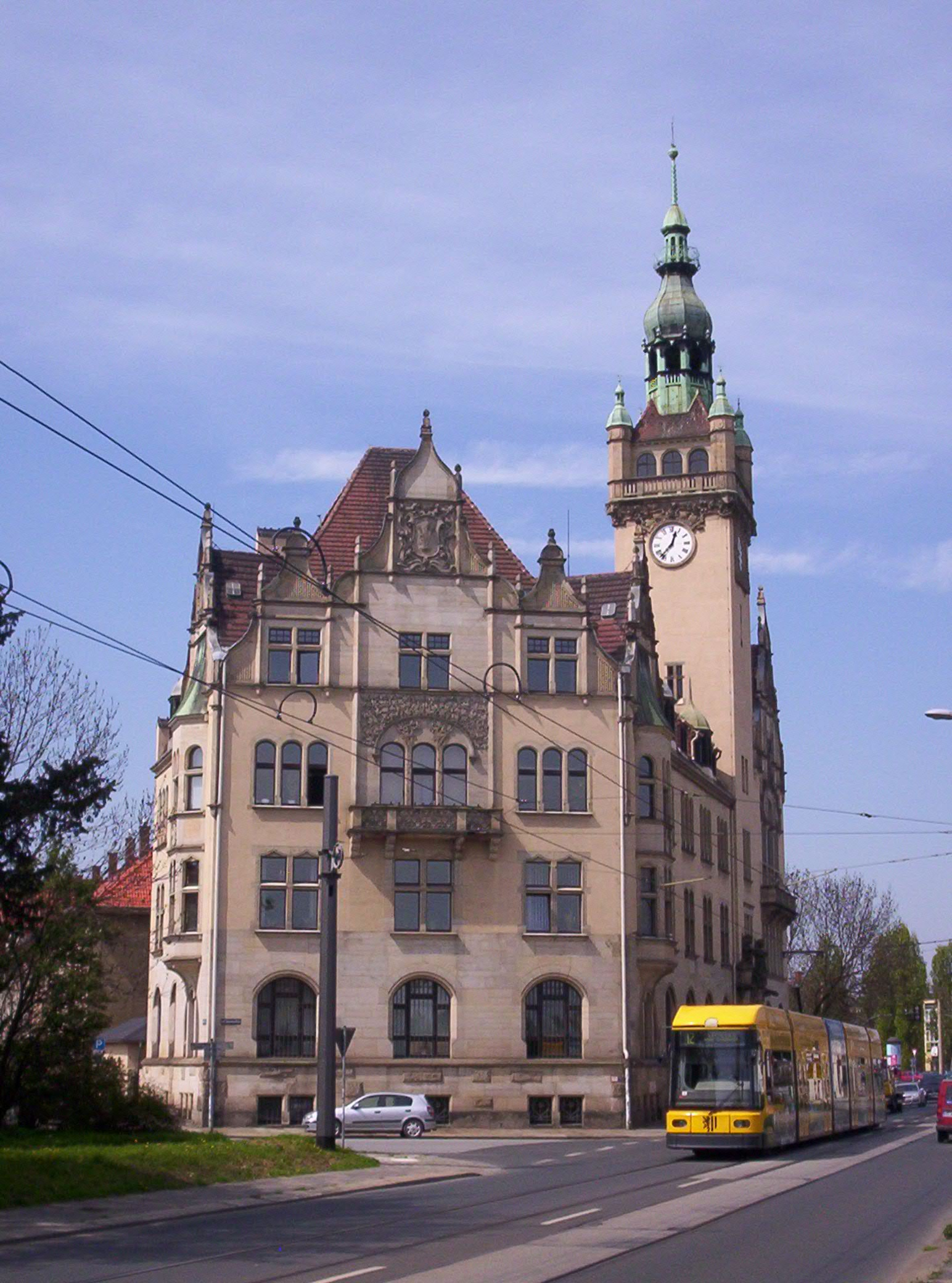
Ostseite des ehemaligen Rathauses Cotta

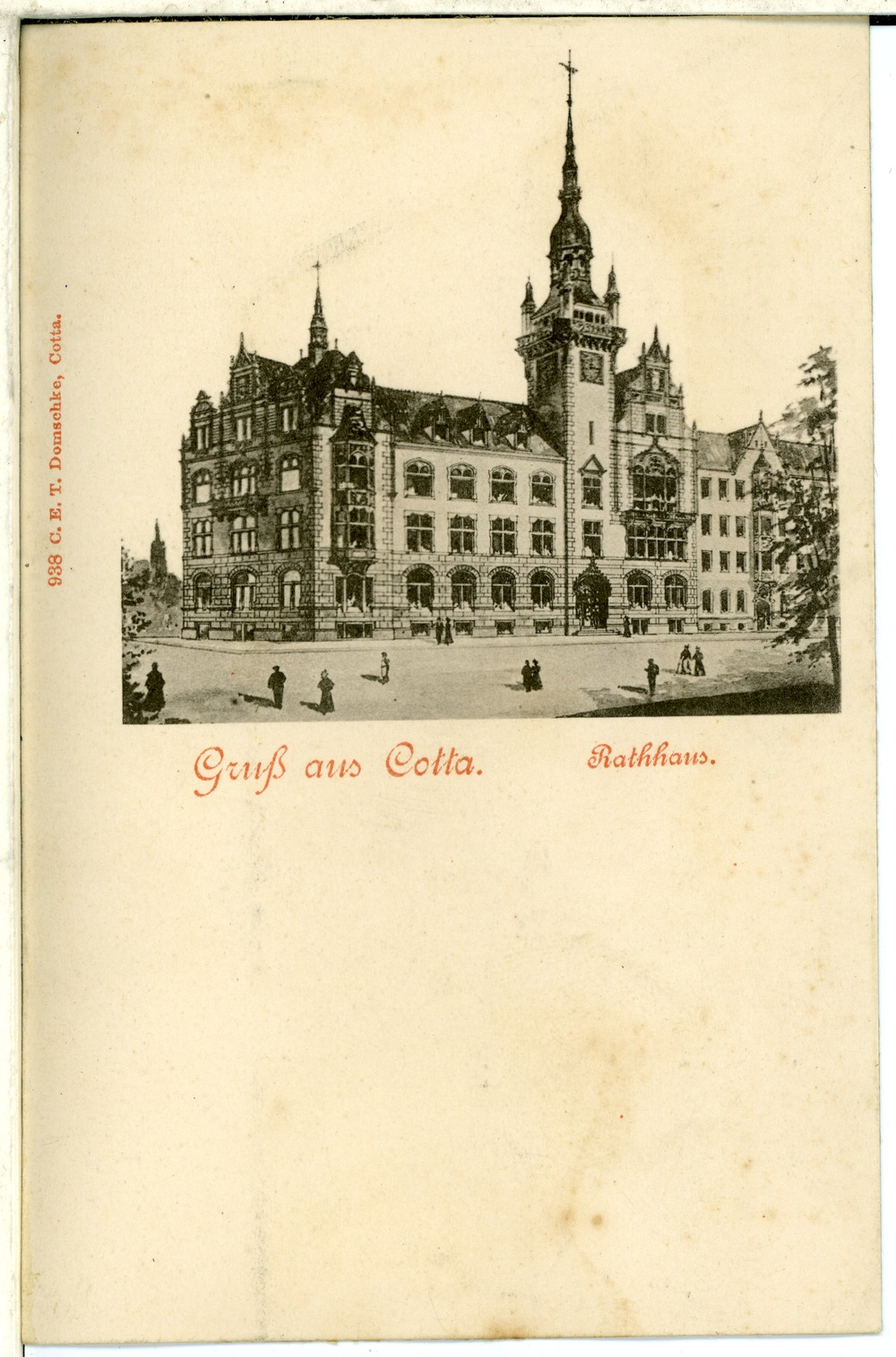
Rathaus Cotta (1899)

Das Rathaus Cotta ist Sitz des Stadtbezirksamtes Cotta in Dresden. Es wurde in den Jahren 1899 bis 1901 erbaut und steht heute unter Denkmalschutz.

## Geschichte
Mit dem raschen Anwachsen der Einwohnerzahl von Cotta wurde gegen Ende des 19. Jahrhunderts der Bau eines Gebäudes für die kommunale Verwaltung notwendig. Der Beschluss zum Bau eines Rathauses wurde am 19. Juli 1898 vom Gemeinderat gefasst und der Bauinspektor des Cottaer Stadtbezirksamtes, der Architekt Bernhard Seitz (1864–1947), mit der Ausarbeitung der Pläne beauftragt. Damit wurde kein großes Dresdner Büro mit dieser Aufgabe betraut, sondern ein relativ unbekannter lokaler Architekt, für den dieser Bau der Höhepunkt seiner Architektenlaufbahn war. Der Dresdner Architekt Felix Reinhold Voretzsch erhielt den Auftrag, nach den Plänen von Seitz ein „Perspektivbild“ anzufertigen. Das Bild, mit dem sich das Bauamt Cotta der Deutschen Bauausstellung 1900 in Dresden beteiligte, hatte eine Größe von 180 × 240 Zentimetern. Die Gemeinde schloss im Juni 1899 mit Voretzsch einen Honorarvertrag über 2800 Mark ab. Darin wurde er mit der künstlerischen Unterstützung des Ortsbauinspektors beauftragt. Er nahm entscheidenden Einfluss auf die Gestaltung insbesondere des Treppenhauses, des Ratssaales und der Fassaden des Gebäudes.
Am ausersehenen Standort mussten mehrere Wohnhäuser abgerissen werden, zudem wurde der Torfteich und ein Deich entfernt, der wegen der Verlegung des Weidigtbaches nutzlos geworden war.
Baubeginn war am 18. November 1899, vor allem ortsansässige Firmen wurden mit der Bauausführung beauftragt. Das Richtfest konnte am 16. Juni 1900 gefeiert werden, die feierliche Übergabe im Rahmen einer Festsitzung des Gemeinderates war am 24. April 1901.
Das Gebäude beherbergte von 1901 bis zur Eingemeindung zu Dresden im Jahr 1903 die Verwaltung der Gemeinde Cotta. Von 1903 bis 1950 befand sich hier die Verwaltung des Stadtbezirks Dresden-Cotta und von 1950 bis 1991 die Verwaltung des Stadtbezirks Dresden-West. Seit 1991 ist es Sitz des Stadtbezirksamtes (bis 2018: Ortsamt) Cotta. Neben dem Stadtbezirksamt befindet sich im Gebäude auch ein Bürgerbüro, das Jugendamt sowie das Sozialamt.
1945 bis 1950 wurden Kriegsschäden am Rathaus beseitigt, 1974 der Turm samt Haube mit Dachziegeln beziehungsweise Kupfer neu gedeckt. In den Jahren 1991–1994 wurden insbesondere die Innenräume denkmalpflegerisch restauriert. Dazu waren unter anderem eine Farbanalyse durch einen Restaurator und die Erstellung einer Farbkonzeption nötig. 2009 wurden Dach und Turm saniert.

## Beschreibung
Das Gebäude wurde im Stil des Historismus mit Elementen der Neorenaissance (insbesondere der ca. 50 m hohe Turm mit geschweifter Haube), der Neogotik (Treppengiebel an der Südseite) und des Jugendstils (diverse Pflanzen-, Tier und Wappenplastiken an der Fassade) gestaltet.
Besonders prächtig war das „Große Glasgemälde“ im Ratssaal. Dabei handelte es sich um ein von den Herren Proebs, Weitzmann und Möbius gestiftetes Schmuckfenster, das die ganze Straßenfront des Saales einnahm. Der Entwurf stammte von Richard Schlein aus Zittau. Das Fenster ist nicht erhalten, vermutlich wurde es durch die Druckwelle einer in der Nähe niedergegangenen Bombe zerstört. In den Dresdner Nachrichten vom 24. April 1901 wurde es wie folgt beschrieben:

„Es bildet in seiner prachtvollen Farbenstimmung und Zeichnung einen wunderbaren Schmuck für den Sitzungssaal. Der Hauptmittelteil des Bildes enthält eine allegorische Figur und den Elbstrom mit althertümlichen Brücken, zu den Füßen der Figur ruht der früher mühsam benutze Kahn, während die linke Hand triumphierend das moderne, mit allen Vorteilen der verbesserten Technik ausgestattete Dampfschiff emporhält, darüber gewahrt man Fruchtbäume, das Wachsen und Emporblühen des Ortes andeutend, das linksseitige Feld versinnbildlicht das Brauereigewerbe als bedeutenden Gewerbszweig der Gemeinde. Der rechte Theil des Glasgemäldes verherrlicht ein ebenfalls im Orte blühendes Gewerbe, die Gärtnerei.“

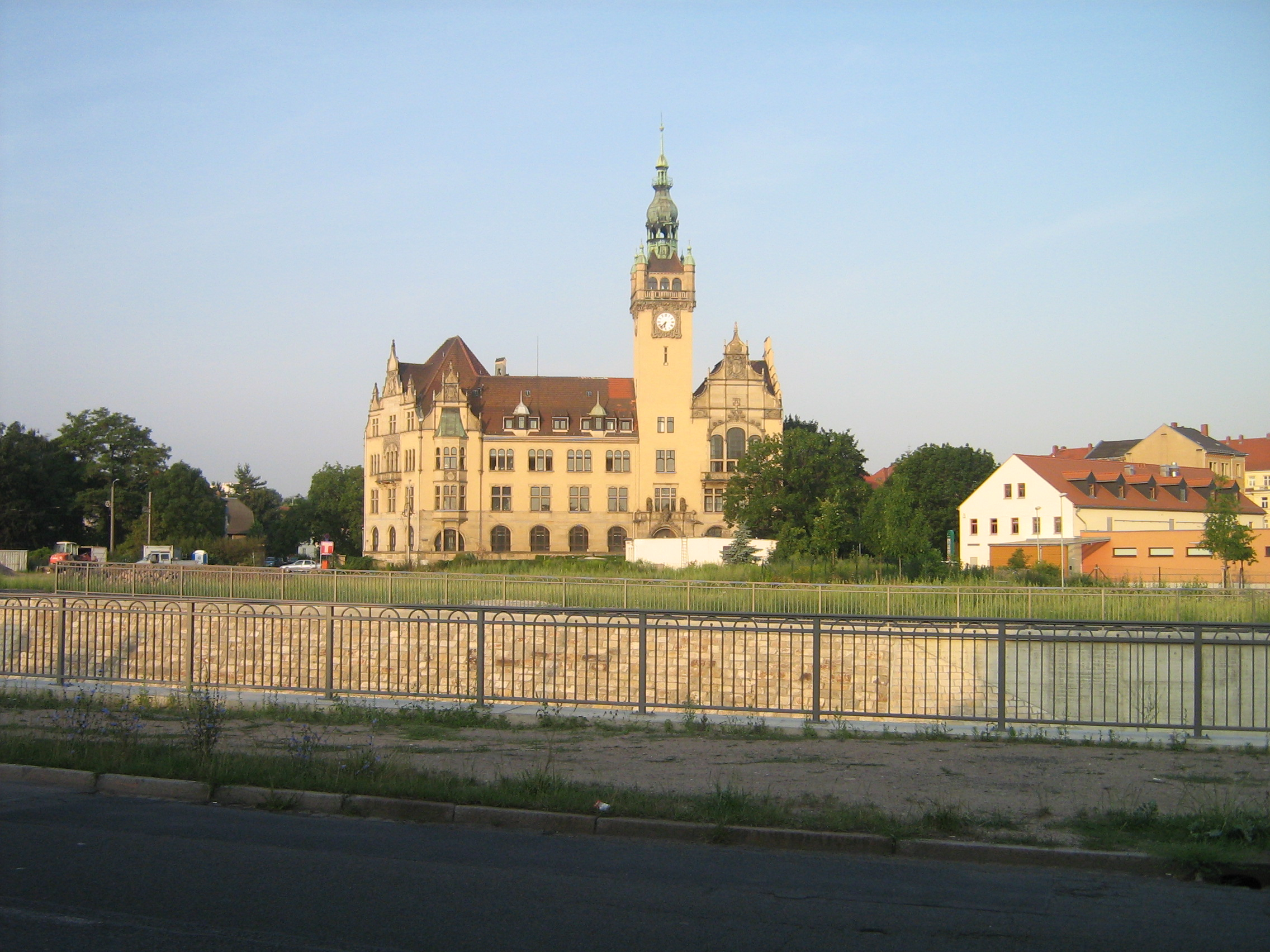
Ansicht von Norden
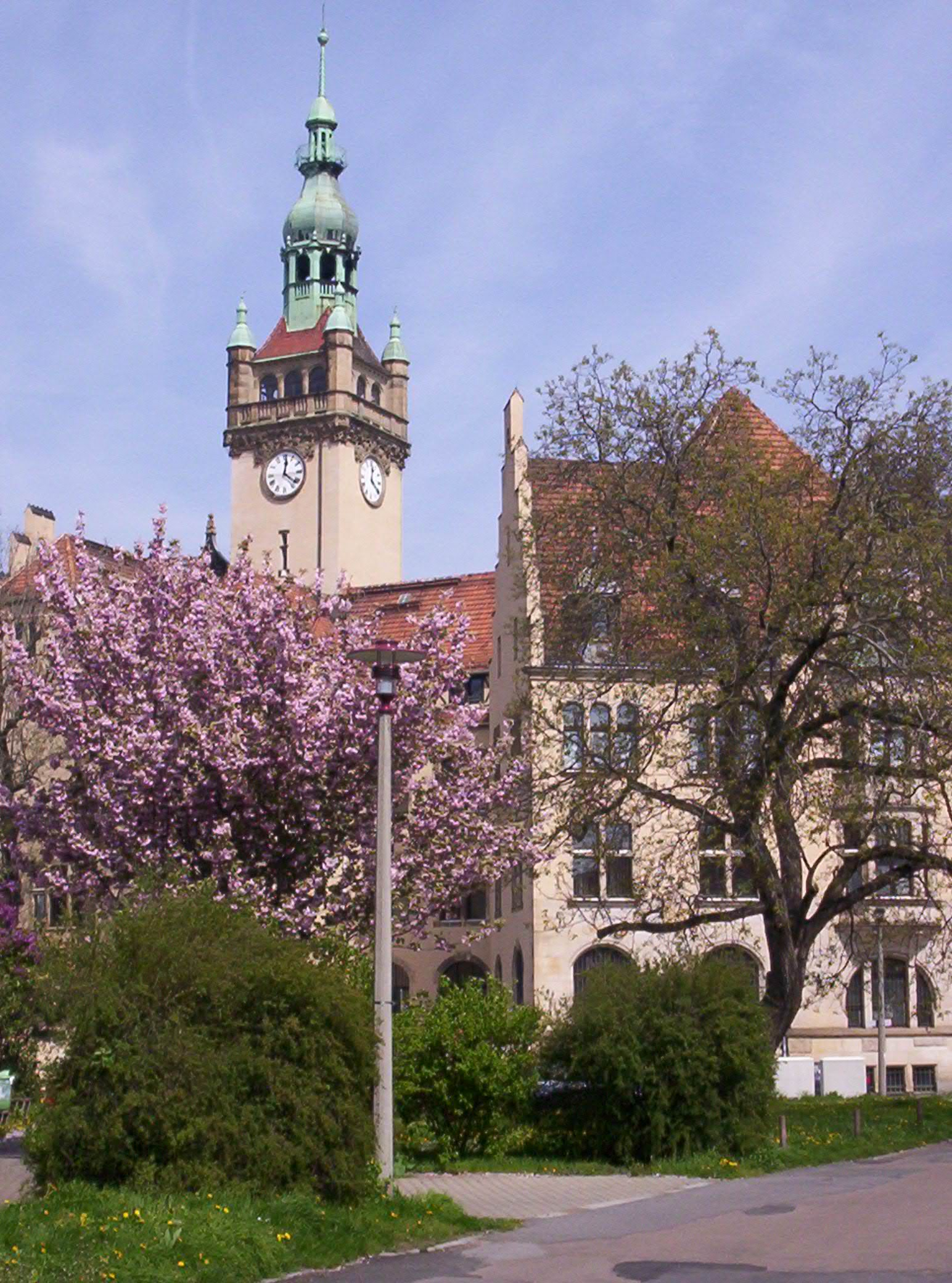
Südseite
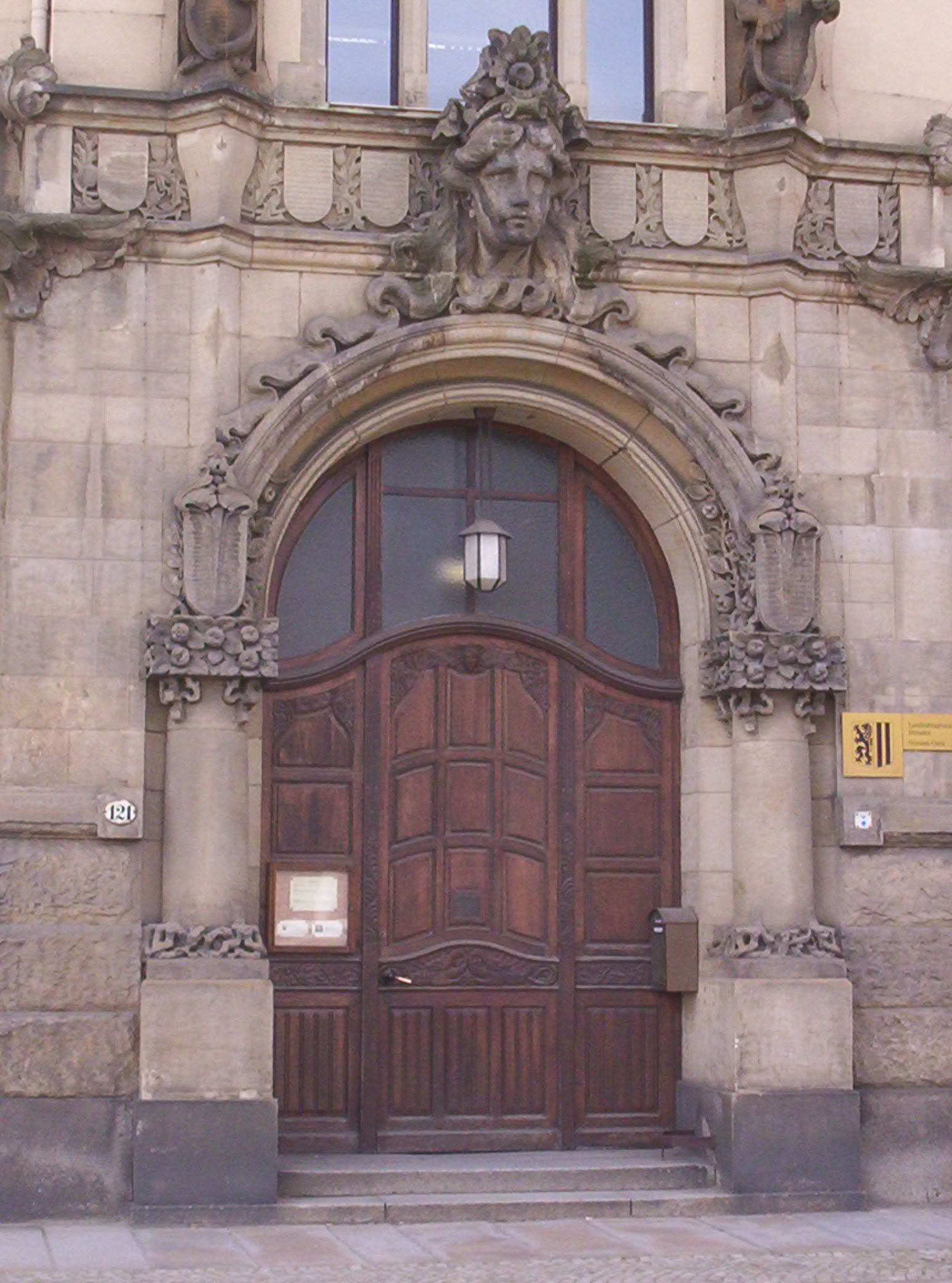
Portal
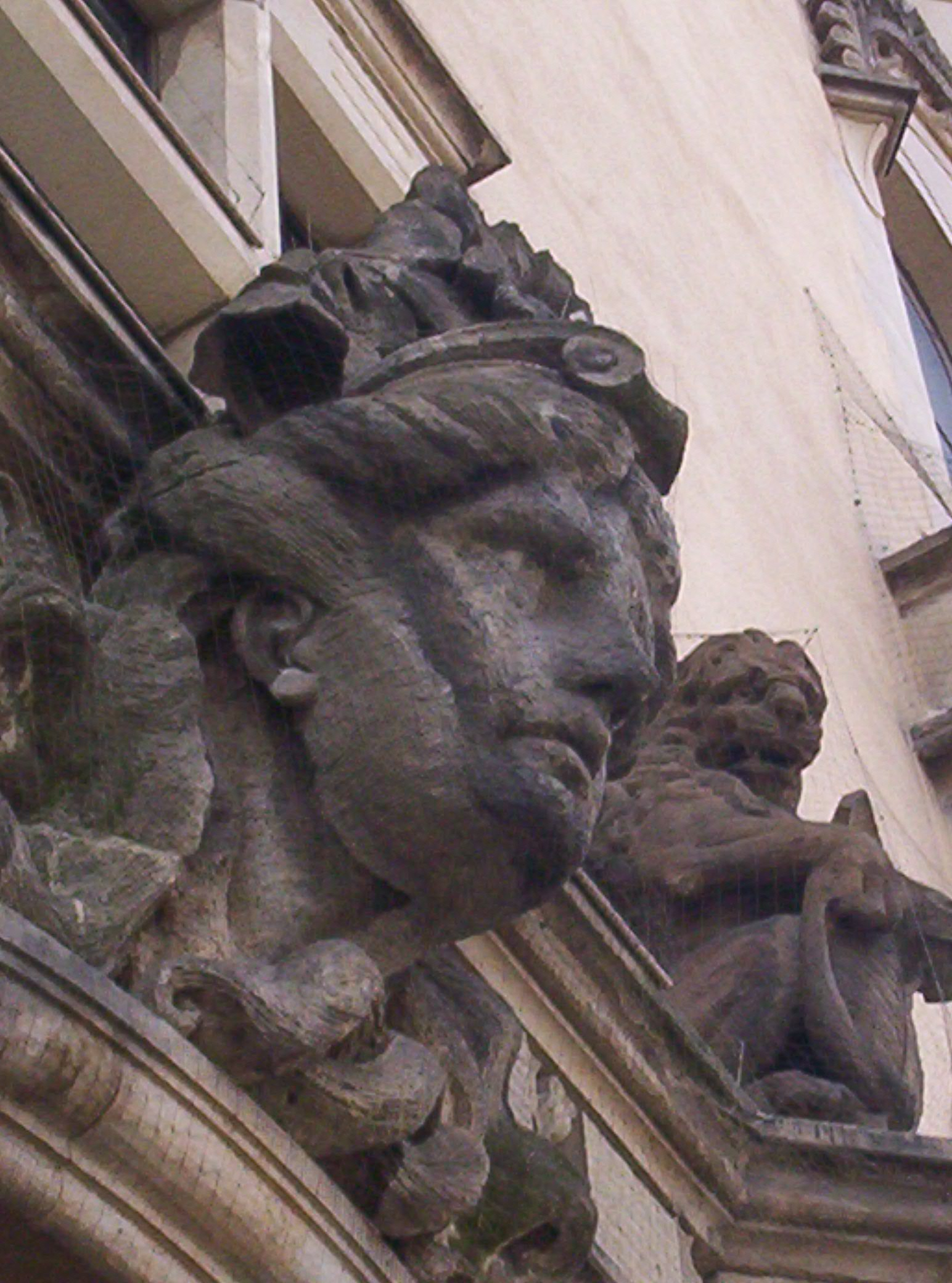
Detailaufnahme der Portalfiguren